# Robert Etheridge

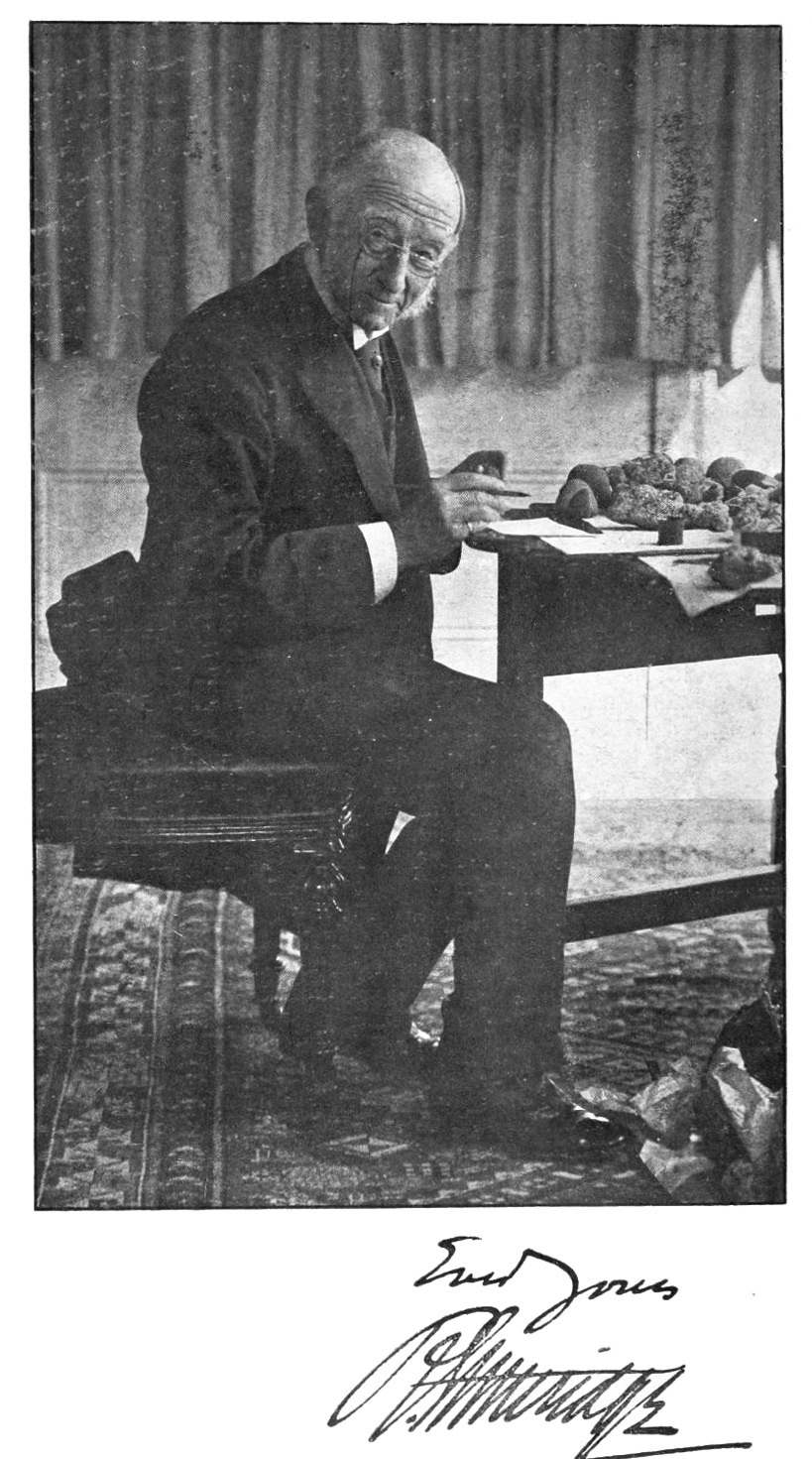

Robert Etheridge (* 3. Dezember 1819 in Ross-on-Wye; † 18. Dezember 1903 in Chelsea, London) war ein britischer Geologe und Paläontologe.

## Leben
Etheridge war kaufmännischer Angestellter in Bristol und befasste sich in seiner Freizeit mit Naturgeschichte. 1850 wurde er Kurator des Museums der Bristol Philosophical Institution und Lecturer für Botanik an der Medical School in Bristol. Auf Vermittlung von Roderick Murchison wurde er 1857 am Museum of Practical Geology in London angestellt und Mitarbeiter des Geological Survey von Großbritannien als Paläontologe. Seine Aufgabe war es, für die Erläuterungen der geologischen Karten paläontologische Anhänge zu erstellen. Dadurch gewann er einen ausgezeichneten Überblick über die Fossilien Großbritanniens. 1865 assistierte er Thomas Henry Huxley bei der Erstellung des Katalogs der Fossilien des Museums. Ab 1881 verließ er den Geological Survey und trat der geologischen Abteilung des British Museum bei als Assistant Keeper, was er bis 1891 blieb.
Er veröffentlichte außerdem ein Buch über die Fossilien von Großbritannien, von dem nur der erste Band erschien, über Schichten des Rhaetium (Obertrias) in Großbritannien, über die Geologie des Nordens von Devon und Paläontologie des Devon.
1855 wurde er Fellow der Royal Society of Edinburgh und 1871 der Royal Society of London. 1881/82 war er Präsident der Geological Society of London, deren Murchison-Medaille er 1880 erhielt.
Sein Sohn Robert Etheridge junior war auch Paläontologe.

## Schriften
- Fossils of the British Islands, Stratigraphically and Zoologically arranged. Band 1, 1888 (nur der erste Band über das Paläozoikum erschien)
- Stratigraphical Geology and Palaeontology. 1885 (Neuauflage des zweiten Bands des Manual of Geology von John Phillips)